# معدال العالي (الحيمة الخارجية)

تعديل مصدري - تعديل

معدال العالي هي إحدى قرى عزلة سهام بمديرية الحيمة الخارجية التابعة لمحافظة صنعاء، بلغ تعداد سكانها 144 نسمة حسب تعداد اليمن لعام 2004.